# بطولة العالم للدراجات على المضمار 1935
بطولة العالم للدراجات على المضمار 1935 هي الدورة ال38 من بطولة العالم للدراجات على المضمار، أجريت في إقليم بروكسل العاصمة، بلجيكا.

## النتائج النهائية
| المسابقة                              | ذهبية                   | فضية              | برونزية              |
| ------------------------------------- | ----------------------- | ----------------- | -------------------- |
| السرعة الفردية                        | Jef Scherens (BEL)      | ألبرت ريختر (GER) | Loius Gerardin (FRA) |
| سباق مطاردة الدراجة النارية للمحترفين | Charles Lacquehay (FRA) | Erich Metze (GER) | Georges Ronsse (BEL) |